# 澳洲運動黨
澳洲運動黨（英語：Australian Sports Party），或译澳洲体育党，是澳大利亞的一個小微政黨，成立於2013年，其自称的主張是讓澳洲全民能夠更健康、更積極地參與體育活動，讓運動習慣和休閒活動促進人民生活品質以建立強壯的社群，並敦促政府提供免費的運動場地讓人民更方便地進行各種運動。在2013年澳洲聯邦大選中，運動黨连同其他一系列类似的小微政党通过互相拨票，在西澳大利亞州當選一席參議員，但在此后的選票糾紛中，在西澳選票重數后被宣佈落選。